# ヤマハ・RGXA2
ヤマハ・RGXA2（アールジーエックスエーツー）はヤマハのエレクトリックギターである。

## 概要
従来のエレクトリックギターより大幅な軽量化を実現し、楽器との一体感をコンセプトにしたコンセプトギターである。重量は2.5kg。デザインは航空機をモチーフにしている。
2005年グッドデザイン賞受賞。

## 特徴

### 本体
Alternative Internal Resonanceという特殊なボディ構造を採用している。軽量な心材を上下から硬質な材で挟む構造になっており、材種は天然の木材であるようだが、詳細は明らかにされていない(後に同社より発売された本器のエレクトリックベース版のRBX4A2およびRBX5A2ではアガチスを硬質材として、ファルカタを芯材として用いていることが判明した)。ネックはメイプル。
ブリッジプレート下にはサウンドチューブと呼ばれる3本の金属棒が取り付けられており、弦の振動エネルギーをボディ全体に伝達するようになっている。さらにサウンドチューブはボディの振動をブリッジにフィードバックさせるはたらきも持っている。

### パーツ
パーツもほとんどが専用設計となっており軽量化に寄与している。
ブリッジは重いダイカスト製ではなく、薄い金属板を精密に折り曲げた構造になっている。裏面のボルトで固定されており、ねじ等が全く露出しないシンプルな構造になっている。
ペグはアルミニウムを削りだしたシリンダー型のものを採用し、軽量化とボディバランスの改善に貢献している。手首を返さず指先だけで回すことができるため、慣れると使いやすいが、素早い弦交換には不向きである。デザインは主翼にぶら下がった航空機のエンジンをモチーフにしている。
コントロールはマスターボリュームとロータリースイッチが採用されており、ロータリースイッチを切り換えるとボリュームの周りにあるグリーンとブルーのLEDが点灯し、ピックアップの選択が一目で認識できるようになっている。

### カラー
トップにホワイト、バック・サイドにエアクラフト・グレイを配置し、軽量な印象にまとめられている。これは航空機と同じカラーリングである。2007年にブラックバージョンの新色が登場したが、航空機を連想させるジェットブラックという名前になっている。
2009年、200本限定でレッドメタリック登場。

## その他
2007年にベース版のRBX4A2が発売された。

## 使用ミュージシャン
- ラファエル・ビッテンコート - 2007年のアングラの来日公演で使用。
- miyake - mihimaru GTのプロモーションビデオdivergeで使用。
- ROLLY - TV番組ROCK FUJIYAMAなどで使用。
- ジャンケン・ジョニー - MAN WITH A MISSION